# Вольновка (Аткарский район)
Вольновка — деревня в составе Кочетовского сельского поселения Аткарского района Саратовской области.
Расположена 36 км южнее райцентра Аткарск, на правом берегу реки Белгаза, высота над уровнем моря 199 м. В 3 км северо-западнее Вольновки — село Кочетовка, в 3 км на юг — село Белгаза.
Население 21 человек на 2007 год — 4 семьи, в том числе две — дачники, в деревне 1 улица Вольная. Электроснабжение и мобильная связь относительно устойчивы. В лесах имеются ягодники и разнообразные грибы. До начала 90-х годов поселение являлось бригадой совхоза «Кочетовский».